# Кафява сърпоклюна райска птица
Кафявата сърпоклюна райска птица (Epimachus meyeri) е вид птица от семейство Райски птици (Paradisaeidae).

## Разпространение и местообитание
Разпространен е в Индонезия и Папуа Нова Гвинея.